# Niepewność (singel)
Niepewność – piąty singel polskiego piosenkarza Ignacego Błażejowskiego z jego drugiego albumu studyjnego, zatytułowanego Central Park. Singel został wydany 28 września 2023.
Kompozycja znalazła się na 22. miejscu listy OLiA, najczęściej odtwarzanych utworów w polskich rozgłośniach radiowych.

## Geneza utworu i historia wydania
Utwór napisali i skomponowali Ignacy Błażejowski i Leon Krześniak, który odpowiada również za produkcję utworu. Piosenkarz o singlu:

»Niepewność« to moja konfrontacja ze swoją nieśmiałością i próba pokazania tego, jak cenna w dostrzeżeniu siebie może okazać się relacja z drugim człowiekiem. Niepewność często nie pozwala nam iść do przodu. Nadmiernie analizujemy rzeczywistość i wpadamy w dołki wykopane przez samych siebie.

Singel ukazał się w formacie digital download 28 września 2023 w Polsce za pośrednictwem wytwórni płytowej Polydor Records w dystrybucji Universal Music Polska. Piosenka została umieszczona na drugim albumie studyjnym Ignacego Błażejowskiego – Central Park.

## „Niepewność” w stacjach radiowych
Nagranie było notowane na 22. miejscu w zestawieniu OLiA, najczęściej odtwarzanych utworów w polskich rozgłośniach radiowych.

## Teledysk
Do utworu powstał teledysk w reżyserii Ivana Bambalina, który udostępniono 12 października 2023 za pośrednictwem serwisu YouTube.

## Lista utworów
- Digital download[3]

1. „Niepewność” – 2:54

## Notowania

### Pozycja na liście airplay
| Kraj   | Lista (2023)                   | Najwyższa pozycja |
| ------ | ------------------------------ | ----------------- |
| Polska | OLiS – oficjalna lista airplay | 22                |

## Wyróżnienia
| Rok  | Konkurs                  | Kategoria    | Rezultat    |
| ---- | ------------------------ | ------------ | ----------- |
| 2023 | Przebój roku RMF FM 2023 | Przebój roku | 57. miejsce |